# Joseph Francis Flannelly
Joseph Francis Flannelly (* 22. Oktober 1894 in New York City; † 23. Mai 1973) war ein US-amerikanischer römisch-katholischer Geistlicher und Weihbischof in New York.

## Leben
Joseph Francis Flannelly empfing am 1. September 1918 das Sakrament der Priesterweihe.
Am 9. November 1948 ernannte ihn Papst Pius XII. zum Titularbischof von Metelis und zum Weihbischof in New York. Der Erzbischof von New York, Francis Kardinal Spellman, spendete ihm am 16. Dezember desselben Jahres die Bischofsweihe; Mitkonsekratoren waren die Weihbischöfe in New York, Joseph Patrick Donahue und Stephen Joseph Donahue.
Am 8. November 1969 nahm Papst Paul VI. das von Joseph Francis Flannelly aus Altersgründen vorgebrachte Rücktrittsgesuch an.